# Štrpci
Štrpci (en serbe cyrillique : Штрпци) est un village de Bosnie-Herzégovine. Il est situé dans la municipalité de Rudo et dans la république serbe de Bosnie. Selon les premiers résultats du recensement bosnien de 2013, il compte 284 habitants.

## Démographie

### Évolution historique de la population dans la localité
| 1948 | 1953 | 1961 | 1971 | 1981 | 1991 | 2013 |
| ---- | ---- | ---- | ---- | ---- | ---- | ---- |
| -    | -    | 85   | 122  | 142  | 308, | 284  |

|  |

### Répartition de la population par nationalités (1991)
En 1991, le village comptait 308 habitants, répartis de la manière suivante :